# Leonard Steckel

Leonard Steckel in der Hauptrolle des Wolfgang Schwitter, Uraufführung Der Meteor von Friedrich Dürrenmatt, Schauspielhaus Zürich 1966

Leonard Steckel, gebürtig Leonhard Steckel (* 18. Januar 1901 in Knihinin, Österreich-Ungarn; † 9. Februar 1971 bei Aitrang, Deutschland), war ein deutscher Schauspieler, Hörspielsprecher und Regisseur.

## Leben

### Herkunft und erste Erfolge
Leonard Steckel war der Sohn des Eisenbahnverwalters Markus Steckel und dessen Ehefrau Eva Bazar. Seine Mutter und seine Stiefschwester Franzi wurden im Warschauer Ghetto inhaftiert und wurden Opfer des Holocaust. 
Nach dem frühen Tod seines Vaters wuchs er bei den Eltern seiner Mutter in Berlin auf. Hier besuchte er das Köllnische Gymnasium, wo er Abitur machte. Er nahm Schauspielunterricht bei Paul Bildt und erhielt 1921 sein erstes Engagement am Neuen Volkstheater an der Köpenickerstraße. Steckel verblieb hier bis 1923 und spielte im selben Jahr mit der Theatergruppe „Die Truppe“ in Shakespeares Der Kaufmann von Venedig und bei der Uraufführung von Georg Kaisers Nebeneinander. In der Spielzeit 1923/24 wirkte er am Lustspielhaus, 1924/25 am Preußischen Staatstheater, 1925/26 am Deutschen Theater, 1926/27 an der Volksbühne, 1927/28 am Theater am Nollendorfplatz, 1928/29 am Theater am Schiffbauerdamm, 1929/30 wieder am Theater am Nollendorfplatz und 1930 bis 1932 wieder an der Volksbühne.
Steckel spielte vor allem in modernen Stücken seiner Zeit und verkörperte unter anderem Shaak in Paquets Fahnen (Uraufführung 1924 an der Volksbühne) und den Irrenarzt in Tollers Hoppla, wir leben! (1927). 1928 führte er erstmals selbst Regie bei der Aufführung von Franz Jungs Heimweh im Studio der Piscator-Bühne. 1929 trat er in Aribert Wäschers und Rosa Valettis Kabarett Larifari auf. 1933 unternahm er eine Skandinavien-Tournee mit der Operette Madame Dubarry von Carl Millöcker. Seit 1929 wirkte Steckel auch in Filmen mit, darunter ungenannt in dem Klassiker M.

### Im Exil
Ab 1927 war er mit der Tänzerin und späteren Schriftstellerin Elfriede Kuhr, die den Künstlernamen Jo Mihaly trug, verheiratet. Im Februar 1933 wurde seine Tochter Anja geboren. Durch ein Engagement am Schauspielhaus Zürich konnte er, nach Hitlers Machtergreifung als „Jude“ eingestuft, sich im Mai 1933 in die Schweiz retten.
In Zürich wirkte Steckel in zahlreichen klassischen und modernen Theaterstücken mit und machte sich ab 1935 einen Namen als Theaterregisseur. Er bevorzugte die Werke von Autoren, die im nationalsozialistischen Deutschland nicht aufgeführt werden durften, wie Franz Werfel, Jean Giraudoux, George Bernard Shaw, T. S. Eliot, Thornton Wilder, Bertolt Brecht, Arthur Schnitzler, Eugene O’Neill und Marcel Pagnol. Unter anderem inszenierte er 1943 die erste Exilaufführung von Brechts Der gute Mensch von Sezuan.
Nach dem Krieg erlaubten ihm die Alliierten zunächst nicht die Rückkehr nach Deutschland. Steckel wirkte weiter am Zürcher Schauspielhaus, wo er 1951 die Uraufführung von Max Frischs Graf Öderland inszenierte und Hans Henny Jahnns Drama Armut, Reichtum, Mensch und Tier aufführte. Erst nach der Intervention von Bundespräsident Theodor Heuss bekam Steckel die Einreisegenehmigung und einen deutschen Pass.

### In der Bundesrepublik
1952 brachte er am Theater am Kurfürstendamm in West-Berlin mit Kiss me Kate das erste amerikanische Musical in Deutschland zur Aufführung. Später feierte er damit auch in Hamburg Erfolge. 1955 heiratete Steckel die Münchner Fotoagentin Hermi Mertens (1916–2010). Er war in den 1950er Jahren vor allem auf Berliner und Münchner Bühnen zu sehen, daneben in Bochum, Münster, Basel, Hamburg und 1963 bis 1964 bei den Salzburger Festspielen. Von 1958 bis 1959 leitete er das Theater am Kurfürstendamm. Daneben gab er mehrere Gastinszenierungen.
Steckel war in den 1950er Jahren häufig in kleinen Filmrollen vertreten, wo er meist Respektspersonen wie Ärzte und Professoren verkörperte. Er wirkte auch bei Hörspielen mit, so beispielsweise 1959 in einer sechsteiligen Reihe als Kommissar Maigret, die der SWF unter der Regie von Gert Westphal produzierte. Seine Mitspieler waren u. a. Heinz Schimmelpfennig und Annedore Huber-Knaus.  Einmal übernahm er die Regie. 

Proben zu Der Meteor, v. l. im Vordergrund: Friedrich Dürrenmatt, Leopold Lindtberg und Leonard Steckel, Foto: Jack Metzger, Comet Photo, Bildarchiv der ETH Zürich, 1966

1966 feierte Steckel am Schauspielhaus Zürich in Friedrich Dürrenmatts Der Meteor in der Hauptrolle des Wolfgang Schwitter unter der Regie von Leopold Lindtberg einen letzten großen Erfolg als Theaterschauspieler.

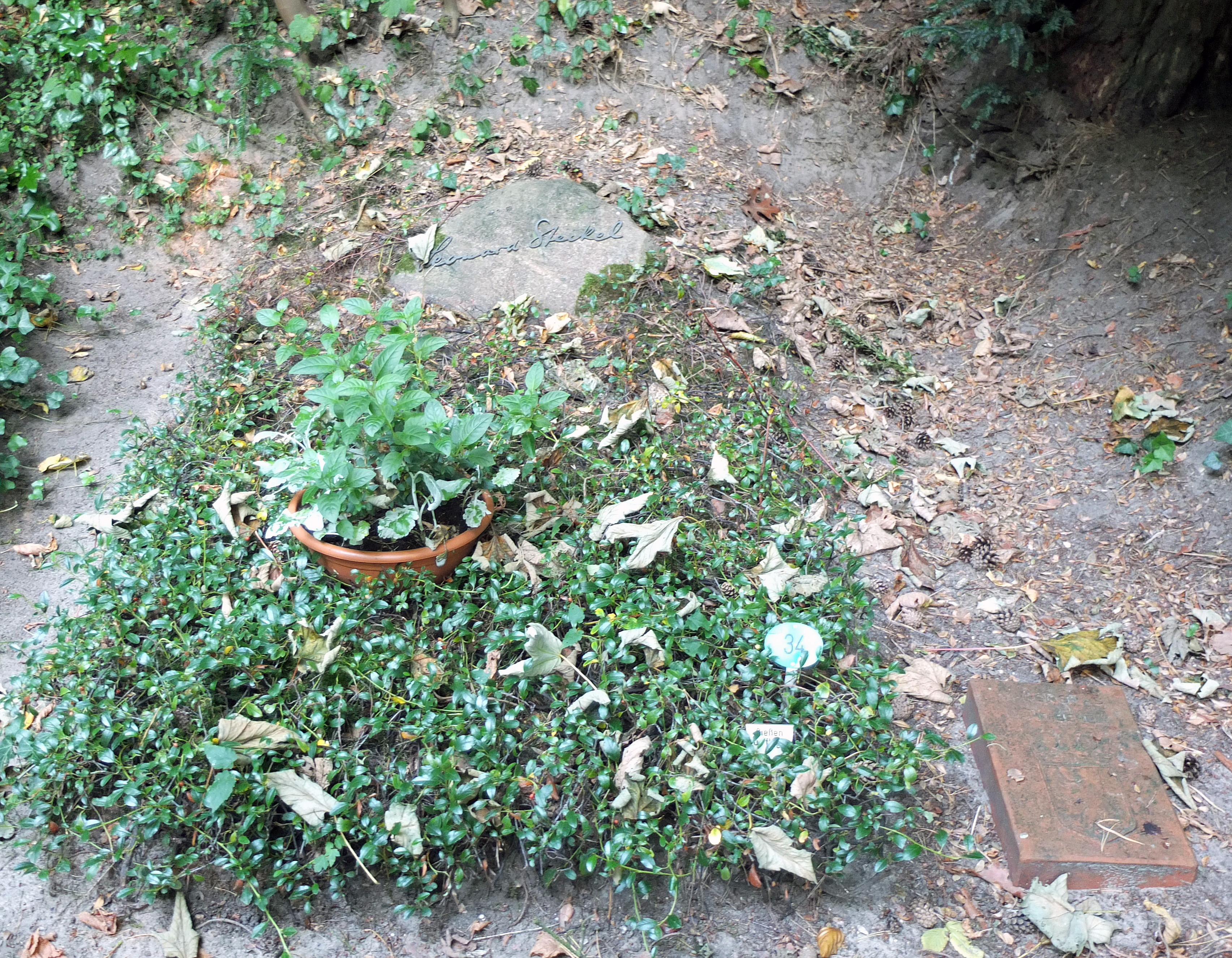
Ehrengrab von Leonard Steckel auf dem Friedhof Heerstraße in Berlin-Westend

### Tod
1971 plante Steckel mit Brechts Herr Puntila und sein Knecht Matti eine viermonatige Welttournee durch 16 Länder, die im Juni beginnen sollte. Am 9. Februar jedoch verlor Leonard Steckel, kurz nach seinem 70. Geburtstag, beim Eisenbahnunfall von Aitrang sein Leben.
Sein Grab befindet sich auf dem landeseigenen Friedhof Heerstraße in Berlin-Westend. Auf Beschluss des Berliner Senats ist die letzte Ruhestätte von Leonard Steckel (Grablage: II-W-C-34) seit 1997 als Ehrengrab des Landes Berlin gewidmet. Diese Widmung wurde im August 2021 um die übliche Frist von zwanzig Jahren verlängert.

## Filmografie
- 1927: Gewitter über Gottland (Kurzfilm)
- 1929: Phantome des Glücks
- 1931: M
- 1931: Die Abenteurerin von Tunis
- 1931: Der Draufgänger
- 1931: Der Hauptmann von Köpenick
- 1931: Die Nächte von Port Said
- 1932: Der Geheimagent
- 1932: Die verliebte Firma
- 1932: Gitta entdeckt ihr Herz
- 1932: Ich will nicht wissen wer du bist
- 1932: Mieter Schulze gegen alle
- 1932: Spione im Savoy-Hotel
- 1932: Kampf um Blond
- 1933: Salon Dora Green
- 1933: Ein Lied für Dich
- 1933: Hände aus dem Dunkel
- 1933: Unsichtbare Gegner
- 1940: Fräulein Huser (nur Regie)
- 1941: Bider der Flieger (Co-Regie)
- 1952: Palast Hotel (Palace Hotel) (Co-Regie)
- 1953: Zwiespalt des Herzens (Die Venus vom Tivoli) (Regie)
- 1953: Südliche Nächte
- 1954: Meines Vaters Pferde I. Teil Lena und Nicoline
- 1954: Meines Vaters Pferde II. Teil Seine dritte Frau
- 1954: Die sieben Kleider der Katrin
- 1954: Viktoria und ihr Husar
- 1954: Der letzte Sommer
- 1954: Frühlingslied
- 1954: Ewiger Walzer
- 1955: Geliebte Feindin
- 1955: Liebe ohne Illusion
- 1955: Du mein stilles Tal (auch Regie)
- 1956: Rosen für Bettina
- 1956: Der Hauptmann von Köpenick
- 1956: Ohne Dich wird es Nacht
- 1956: Stresemann
- 1957: Madeleine und der Legionär
- 1958: Der Arzt von Stalingrad
- 1958: Die grünen Teufel von Monte Cassino
- 1958: Das Mädchen vom Moorhof
- 1958: Majestät auf Abwegen
- 1958: Romarei, das Mädchen mit den grünen Augen
- 1959: Unser Wunderland bei Nacht
- 1959: Ja, so ein Mädchen mit 16
- 1959: Marili
- 1960: Liebling der Götter
- 1960: Das Haus voller Gäste
- 1962: Das Geheimnis der schwarzen Koffer
- 1962: Golden Boy
- 1962: Nachts ging das Telefon
- 1962: Affäre Blum
- 1963: Zwei Whisky und ein Sofa
- 1963: Der Besuch
- 1964: In einem Garten in Aviamo
- 1966: Herr Puntila und sein Knecht Matti
- 1966: Pontius Pilatus
- 1966: Grieche sucht Griechin
- 1967: Anastasia
- 1968: Der Meteor
- 1968: Der zehnte Mann
- 1968: Graf Öderland
- 1970: Der Tag des Krähenflügels
- 1970: Einladung ins Schloß
- 1971: Chopin-Express

## Hörspiele

### Regie
- 1954: Anna Christie
- 1956: Caesar und der Phönix
- 1956: Küss mich, Kätchen! (Theatermitschnitt)
- 1956: Die Brüder Rico
- 1956: Keine Angst, sie kriegen sich (Theatermitschnitt)
- 1959: Die Pariserin (Theatermitschnitt)
- 1960: Fräulein Julie (nach August Strindberg)

### Sprecher
- 1953: Carl Zuckmayer: Ulla Winblad oder Musik und Leben des Carl Michael Bellmann – Regie: Walter Ohm (Hörspiel – BR/RB/SWF)
- 1953: Pilatus – Regie: Ludwig Cremer
- 1953: Merlin – Regie: Wilhelm Semmelroth
- 1953: Heute Nacht in Samarkand – Regie: Heinz-Günter Stamm
- 1953: Der falsche Schutzengel – Regie: Heinz-Günter Stamm
- 1953: Affäre Blum – Autor und Regie: Robert Adolf Stemmle
- 1954: Der Toupetkünstler – Regie: Fränze Roloff
- 1954: Mein Herz ist im Hochland – Regie: Ludwig Cremer
- 1954: Beatrice und Juana (von Günter Eich) – Regie: Gert Westphal
- 1954: Lob der Verschwendung – Regie: Ludwig Cremer
- 1954: Zwischenstation – Regie: Gert Westphal
- 1954: Der Passagier vom 1. November – Regie: Karl Peter Biltz
- 1955: Die Hinschlachtung der Unschuldigen – Regie: Gert Westphal
- 1955: Das kalte Licht (nach dem gleichnamigen Theaterstück von Carl Zuckmayer) – Regie: Gert Westphal
- 1955: Erinnerungen – Regie: Ludwig Cremer
- 1955: Der Priester und die Räuber – Regie: Peter Hamel
- 1955: Kritische Ereignisse im Staate Pelargonien – Regie: Ludwig Cremer
- 1956: Schmutzige Hände – Regie: Ludwig Cremer
- 1956: Die Rückreise – Regie: Gert Westphal
- 1956: John Every oder Wieviel ist der Mensch wert – Regie: Werner Finck
- 1956: Wer ist der Dieb? – Regie: Ludwig Cremer
- 1956: Jugendgericht – Regie: Heinz Schimmelpfennig
- 1957: Der Roßdieb zu Fünsing – Regie: Otto Kurth
- 1957: Frau Maigret als Detektiv – Regie: Otto Kurth
- 1957: Das Geheimnis – Regie: Wilhelm Semmelroth
- 1958: Jahrmarkt des Lebens (4 Teile) – Regie: Gert Westphal
- 1959: Brandenburger Tor (nach Hans Scholz) – Regie: Gert Westphal
- 1959: Maigret und die Groschenschenke – Regie: Gert Westphal
- 1959: Maigret und seine Skrupel – Regie: Gert Westphal
- 1959: Maigret und sein Revolver – Regie: Gert Westphal
- 1959: Maigret und die Unbekannte – Regie: Gert Westphal
- 1959: Maigret und der gelbe Hund – Regie: Gert Westphal
- 1960: Maigret und die Bohnenstange – Regie: Gert Westphal
- 1960: Der Tanz aus der Reihe – Regie: Edward Rothe
- 1960: Thomas G. Masaryk: Die Wahrheit ist einsam – Regie: Ludwig Cremer
- 1960: Protokolle – Regie: Gert Westphal
- 1961: Major Barbara – Regie: Walter Knaus
- 1961: Fahnen brauchen Lügen – Regie: Alexander Pestel
- 1961: Die Kette – Regie: Wolfgang Spier
- 1963: Ein Herrenabend ohne Sokrates – Regie: Gert Westphal
- 1963: Treffpunkt Vergangenheit – Regie: Ulrich Gerhardt
- 1964: Vittoria Accorombona – Regie: Otto Kurth
- 1964: Trommeln in der Nacht (nach Bertolt Brecht) – Regie: Günter Bommert
- 1964: Symptome – Regie: Günther Sauer
- 1964: Ich, der Priester und die Sargträger – Regie: Raoul Wolfgang Schnell
- 1970: Geburtstagsparty – Regie: Fritz Schröder-Jahn

## Synchronrollen (Auswahl)
Quelle: Deutsche Synchronkartei
| Schauspieler     | Film/Serie                      | Rolle           |
| ---------------- | ------------------------------- | --------------- |
| Charles Laughton | Spiel mit dem Tode (1. Synchro) | Earl Janoth     |
| Hugh Griffith    | Ben Hur                         | Scheich Ilderim |
| Leon Askin       | Eins, zwei, drei                | Peripetchikoff  |
| Ronald Adam      | Eine Stadt hält den Atem an     | Premierminister |

## Belege und Anmerkungen
1. ↑  Geburtsdatum laut Internet Movie Database, Kay Weniger: Das große Personenlexikon des Films, Brockhaus Enzyklopädie und anderen. Andere, wie zum Beispiel Filmportal.de und die beiden in den Weblinks angeführten Biografien nennen als Geburtsdatum den 8. Januar 1901.
2. ↑  Gestorben – Leonard Steckel. In: Der Spiegel. Nr. 8, 1971, S. 166 (online). Zitat: „Letzte Woche war Steckel unter den Toten des Zugunglücks von Aitrang.“
3. ↑  Hans-Jürgen Mende: Lexikon Berliner Begräbnisstätten. Pharus-Plan, Berlin 2018, ISBN 978-3-86514-206-1. S. 495.
4. ↑  Ehrengrabstätten des Landes Berlin (Stand: August 2021) (PDF; 2,3 MB), S. 16. Auf: Webseite der Senatsverwaltung für Umwelt, Verkehr und Klimaschutz. Abgerufen am 14. Oktober 2021.
 Anerkennung, Verlängerung und Nichtverlängerung von Grabstätten als Ehrengrabstätten des Landes Berlin (PDF; 196 kB). Abgeordnetenhaus Berlin, Drucksache 18/3959 vom 4. August 2021, S. 6. Abgerufen am 14. Oktober 2021.
5. ↑  Leonard Steckel. In: Deutsche Synchronkartei. Abgerufen am 5. Oktober 2016.

| Personendaten    | Personendaten                                          |
| ---------------- | ------------------------------------------------------ |
| NAME             | Steckel, Leonard                                       |
| ALTERNATIVNAMEN  | Steckel, Leonhard (Geburtsname)                        |
| KURZBESCHREIBUNG | deutscher Schauspieler, Hörspielsprecher und Regisseur |
| GEBURTSDATUM     | 18. Januar 1901                                        |
| GEBURTSORT       | Knihinin, Galizien                                     |
| STERBEDATUM      | 9. Februar 1971                                        |
| STERBEORT        | bei Aitrang, Deutschland                               |